# Éléonore Evéquoz
Éléonore Evéquoz (20 de mayo de 1986) es una deportista suiza que compitió en esgrima, especialista en la modalidad de espada. Ganó una medalla de bronce en el Campeonato Europeo de Esgrima de 2009, en la prueba por equipos. Es hija del esgrimidor Guy Evéquoz.

## Palmarés internacional
| Campeonato Europeo | Campeonato Europeo | Campeonato Europeo | Campeonato Europeo |
| Año                | Lugar              | Medalla            | Prueba             |
| ------------------ | ------------------ | ------------------ | ------------------ |
| 2009               | Plovdiv (Bulgaria) | Medalla de bronce  | Espada por equipos |